# Moteur Cléon-Alu
Ne doit pas être confondu avec Moteur Cléon-Fonte.
Le moteur Cléon-Alu connu également sous le code « moteur A » ou « bloc A » (A pour aluminium), est un moteur thermique automobile à combustion interne, essence quatre temps, avec 4 cylindres en ligne chemisés, bloc en aluminium, refroidi par eau, doté d'un vilebrequin cinq paliers, avec arbre à cames latéral (avec culbuteurs et tiges de culbuteurs), commandé par une chaîne de distribution, avec une culasse en aluminium, huit soupapes en tête, développé et produit par Renault du milieu des années 1960 jusqu'au milieu des années 1980. Il a fait son apparition sur la Renault 16.

## Histoire
Le « moteur Cléon-Alu » est issu d'un projet de moteur six cylindres en ligne, tout aluminium, étudié pour le projet 114 (berline  étudiée en 61 qui devait remplacer la Frégate), Ce moteur, était déjà dans sa phase de mise au point sur prototypes roulant, quand son coût de production fut jugé trop élevé, pour passer la phase de production en série. Son développement s'arrêta net, tout comme celui de la berline prototype 114. Afin de limiter les pertes et de gagner de temps, pour l'étude du moteur du projet 115 (la future R16) ,  Il fut donc tout simplement décidé d'en supprimer deux cylindres. C'est ainsi que naquit le fameux « moteur Cléon-Alu ». 
Ce moteur sera appelé « Cléon-Alu » en référence à son lieu de fabrication et de la nature du métal utilisé pour couler son bloc. Sa conception ingénieuse allie l'économie à l'efficacité. La position de l'arbre à cames placé très haut dans le bloc, lui permet d'avoir les avantages du coût de fabrication limité d'un moteur à arbre à cames latéral tout en ayant les avantages techniques d'un arbre à cames en tête. Les tiges de culbuteurs très courtes, de faible inertie, permettent en effet, des régimes plus élevés. Le « moteur Cléon-Alu » apparaît sur la Renault 16, voiture de l'année 1966. Il équipera par la suite les R12, R15/R17, R18, Fuego, R20, Alpine A110, Alpine A310, la Lotus Europe ainsi que la camionnette Trafic. Ce bloc équipera également les R12 Gordini et R17 Gordini. Ce moteur sera également greffé d'un turbo sur les R18 et Fuego Turbo . Le sens de rotation de ce moteur est horaire (côté distribution).
Cette motorisation sera abandonnée avec l'arrivée de la Renault 21 au profit du « moteur F » apparu sur les Renault 9 et Renault 11.

## Versions sportives
Ce moteur sera monté dans la plupart des sportives Renault des années 1960, 70 et 80, préparé par Gordini, Alpine et Renault Sport:
- Alpine A110
- Alpine A310
- Renault 12 Gordini
- Renault 17 Gordini
- Renault 18 Turbo
- Renault Fuego Turbo

Lotus:
- Lotus Europe

## Les différentes cylindrées
Selon le manuel d'atelier Renault pour le « moteur A » (édition française).
| Types moteurs | 697 - A1K | 807 - 821 - A2L - A3L - A5L | 807 G     | 844       | 841 - 843 - A1M - A2M - A5M - A6M |
| ------------- | --------- | --------------------------- | --------- | --------- | --------------------------------- |
| Cylindrée     | 1 470 cm3 | 1 565 cm3                   | 1 596 cm3 | 1 605 cm3 | 1 647 cm3                         |
| Alésage (mm)  | 76        | 77                          | 77,8      | 78        | 79                                |
| Course (mm)   | 81        | 84                          | 84        | 84        | 84                                |